# باتريسيا بيرجكويست
باتريسيا بيرجكويست (بالإنجليزية: Patricia Bergquist)‏ هي كاتبة علم وأحيائية نيوزيلندية، ولدت في 10 مارس 1933 في أوكلاند في نيوزيلندا، وتوفيت في 9 سبتمبر 2009 بسبب سرطان الثدي.